# Флаг Тарногского района
Флаг Та́рногского района — опознавательно-правовой знак, составленный и употребляемый в соответствии с вексиллологическими правилами, служащий символом муниципального образования, единства его территории, населения, прав и самоуправления. Флаг является, наряду с основным муниципальным символом — гербом — официальным символом Тарногского муниципального района Вологодской области Российской Федерации.
Флаг утверждён 30 декабря 2002 года решением комитета районного самоуправления Тарногского муниципального района № 319 и внесён в Государственный геральдический регистр Российской Федерации с присвоением регистрационного номера 1202.

## Описание
«В зелёном поле лазоревая (голубая, синяя) тонко окаймлённая серебром правая волнообразная перевязь, сопровождаемая вверху серебряной сосной, внизу золотым пшеничным снопом».

## Обоснование символики
В зелёном поле геральдическая фигура — правая волнообразная перевязь, символизирующая реку Тарногу, на берегу которой в 1453 году был основан Тарногский Городок, давший впоследствии название району.
Зелёный цвет полотнища символизирует чистоту северной природы края.
Серебряная сосна символизирует богатство района лесами, наличие и развитие лесной промышленности.
Золотой пшеничный сноп символизирует, что основой экономики района является сельское хозяйство.